# Höllenengel und Company
Höllenengel und Company (OT: C.C. and Company) ist ein US-amerikanischer Actionfilm von Seymour Robbie. Die Erstaufführung in Deutschland erfolgte im August 1971.

## Handlung
Der Mechaniker C.C. Rider, dargestellt durch Joe Namath, hat sich der Rockergruppe Heads angeschlossen. Als einige Mitglieder der Gang die jungen Journalistin Ann bedrängen, schreitet C.C. ein und erwirbt sich ihre Zuneigung. Bei einem Motorradwettbewerb gewinnt C.C. den ersten Preis und haut mit dem Preisgeld ab, ohne seine Gang-Brüder zu beteiligen. Das kommt bei den anderen Mitglieder der Gang nicht gut an und sie entführen Ann. C.C. muss in einem Rennen gegen den Boss Moon antreten, um sie unbeschadet wiederzusehen.
Der Film zeigt auch den Sänger Wayne Cochran und seine Band The C.C. Riders.

## Kritik
„C.C. and Company ... ist in Wirklichkeit ein Werk von solchem Opportunismus, solcher Vulgarität und solch altmodischer, romantischer Verrücktheit, dass es unmöglich ist, sich davon nicht bezaubern zu lassen...“

„Höllenengel und Company, von Seymour Robbie. Die Gedankenlosigkeit, den zweifelhaften Praktiken eines sich zum Bürger mausernden Edelrockers (Diebstahl und Eigentumszerstörung „am richtigen Ort“) die Absolution zu erteilen – dient es ja der Rückkehr des Helden in Amerikas mittelständische Leistungsgesellschaft! – ist bezeichnend für einen Regisseur, der lange für Bonanza wirkte. Er schlachtet das Genre des Rockerfilms bedenkenlos aus und macht es zum verlogenen Zitatenfriedhof.“